# U-963
| U-963                      | U-963                                                          | U-963                                                          |
| -------------------------- | -------------------------------------------------------------- | -------------------------------------------------------------- |
|                            |                                                                |                                                                |
|                            |                                                                |                                                                |
|                            |                                                                |                                                                |
| Під прапором               | Третій рейх                                                    | Третій рейх                                                    |
| Спуск на воду              | 30 грудня 1942 року                                            | 30 грудня 1942 року                                            |
| Виведений зі складу флоту  | 20 травня 1945 року                                            | 20 травня 1945 року                                            |
| Сучасний статус            | затоплений                                                     | затоплений                                                     |
| Проєкт                     |                                                                |                                                                |
| Тип ПЧ                     | Торпедний ДПЧ                                                  | Торпедний ДПЧ                                                  |
| Основні характеристики     |                                                                |                                                                |
| Швидкість (надводна)       | 17,7 вузла                                                     | 17,7 вузла                                                     |
| Швидкість (підводна)       | 7,6 вузла                                                      | 7,6 вузла                                                      |
| Робоча глибина занурення   | 100 м                                                          | 100 м                                                          |
| Гранична глибина занурення | 220 м                                                          | 220 м                                                          |
| Екіпаж                     | 44 особи                                                       | 44 особи                                                       |
| Розміри                    |                                                                |                                                                |
| Довжина найбільша (по КВЛ) | 67,1 м                                                         | 67,1 м                                                         |
| Ширина корпусу найб.       | 6,2 м                                                          | 6,2 м                                                          |
| Висота                     | 9,6 м                                                          | 9,6 м                                                          |
| Середня осадка (по КВЛ)    | 4,70 м                                                         | 4,70 м                                                         |
| Водотоннажність надводна   | 769 т                                                          | 769 т                                                          |
| Озброєння                  |                                                                |                                                                |
| Артилерія                  | одна палубна гармата калібру 88-мм, одна 20-мм зенітна гармата | одна палубна гармата калібру 88-мм, одна 20-мм зенітна гармата |
| Торпедно- мінне озброєння  | 4 носових і один кормовий ТА. 14 торпед або 26 мін             | 4 носових і один кормовий ТА. 14 торпед або 26 мін             |

U-963 — німецький підводний човен типу VIIC, часів Другої світової війни.
Замовлення на будівництво човна віддано 5 червня 1941 року. Човен був закладений на верфі суднобудівної компанії «Blohm + Voss» у Гамбурзі 20 квітня 1942 року під заводським номером 163, спущений на воду 30 грудня 1942 року, 17 лютого 1943 року увійшов до складу 5-ї флотилії. Також за час служби перебував у складі 1-ї та 11-ї флотилій.
Човен зробив 10 бойових походів, у яких не потопив та не пошкодив жодного судна.
Затоплений власним екіпажем 20 травня 1945 року поблизу Назаре (39°36′ пн. ш. 09°05′ зх. д. / 39.600° пн. ш. 9.083° зх. д.). Всі 48 членів екіпажу врятувались.

## Командири підводного човна
- Оберлейтенант-цур-зее Карл Бодденберг (17 лютого 1943 — 31 липня 1943);
- Оберлейтенант-цур-зее Вернер Мюллер (1 серпня 1943 — 31 жовтня 1944)
- Оберлейтенант-цур-зее Рольф-Вернер Венц (грудень 1944 — 20 травня 1945)